# Спирино (Рязанская область)
Спирино — село в России, расположено в Клепиковском районе Рязанской области. Входит в состав Уткинского сельского поселения.

## Географическое положение
Село Спирино расположено примерно в 21 км к востоку от центра города Спас-Клепики. Ближайшие населённые пункты — посёлок Тума к северу, деревня Соловово к востоку, деревня Артёмово к югу и деревня Корякино к западу.

## История
Деревня Спирино отмечена на картах XVIII века. В 1894 году в деревне была построена деревянная церковь во имя Рождества Пресвятой Богородицы.
В 1905 году село являлось административным центром Спиринской волости Касимовского уезда и имело 204 двора при численности населения 1475 чел.
С 1929 по 1963 годы село входило в состав Тумского района.

## Население
| 1859 | 1897  | 1906  | 2010 |
| ---- | ----- | ----- | ---- |
| 850  | ↗1252 | ↗1475 | ↘354 |

## Транспорт и связь
Село связано асфальтированной дорогой с посёлком Тума.
В селе Спирино имеется одноимённое сельское отделение почтовой связи (индекс 391011).